# Emil Frei III

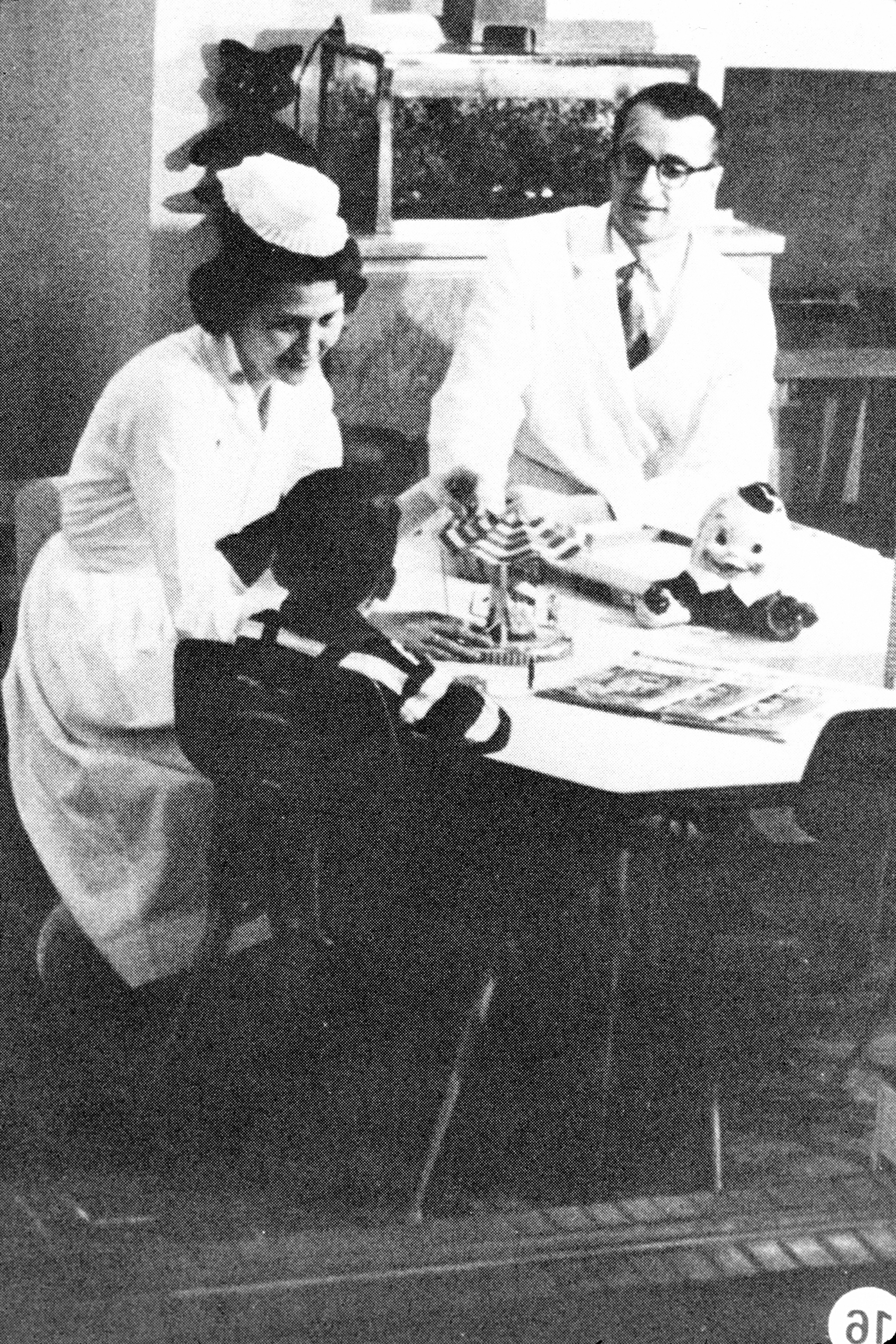
Emil Frei mit Krankenschwester und kleiner Patientin

Emil „Tom“ Frei III [fɹaɪ̯] (* 21. Februar 1924 in St. Louis; † 30. April 2013 in Oak Park, Illinois) war ein amerikanischer Onkologe und Pionier der Kombinations-Chemotherapie.

## Leben
Emil Frei wurde 1924 in St. Louis geboren. Sein gleichnamiger Großvater, der aus Bayern in die USA eingewandert war, hatte dort eine noch heute (2016) bestehende Firma für Kirchenfenster gegründet. Emil Frei III entwickelte bereits als Jugendlicher Interesse für wissenschaftliche Tätigkeit, beeinflusst durch die Lektüre von Rats, Lice and History, einem Buch des Bakteriologen Hans Zinsser über das Fleckfieber.
Im Zweiten Weltkrieg wurde er zum Militär eingezogen, konnte dort jedoch in einem akademischen Bildungsprogramm an der Colgate University bis zum Bachelor-Abschluss studieren. Ab 1944 studierte er Medizin an der Yale University und schloss das Studium 1948 als Doktor der Medizin ab. Nach einem Berufspraktikum am Universitätskrankenhaus in St. Louis diente er von 1950 bis 1952 als Offizier im Medizinischen Korps der US Navy im Koreakrieg.
1955 stellte Gordon Zubrod Frei am National Cancer Institute (NCI) ein, wo dieser fortan gemeinsam mit seinen Fachkollegen Emil J. Freireich und James F. Holland auf dem Forschungsgebiet der Leukämie bei Kindern arbeitete. Innerhalb eines Jahres wurde Frei zum Leiter der Leukämieabteilung des NCI ernannt und später medizinischer Leiter des NCI.
Im Jahr 1965 wechselte Frei nach Houston zum MD Anderson Cancer Center der University of Texas, wo er Associate Scientific Director of Clinical Research war und dem Bereich für Experimentelle Therapeutik vorstand.
1972 wurde er Medizinischer Leiter (Physician-in-chief) des Dana-Farber Cancer Institute. Nach dem Tod des Institutsgründers Sidney Farber 1973 wurde Frei Direktor des Instituts und Professor an der Harvard Medical School. Die Institutsleitung hatte er bis 1980 inne. 1991 ging er in den Ruhestand.
Emil Frei war zweimal verheiratet und hatte fünf Kinder. Nach langer Parkinson-Krankheit verstarb er am 30. April 2013 an seinem Wohnsitz nahe Chicago.

## Leistungen
Gemeinsam mit seinem Kollegen Emil J. Freireich in Houston konnte Frei in den 1950er und 1960er Jahren zeigen, dass durch eine Kombination mehrerer Chemotherapie-Wirkstoffe in Kindern mit akuter lymphatische Leukämie (ALL) dauerhafte Remission erreicht werden konnte. Dies gelang Frei und seinen Mitstreitern trotz anfänglicher Rückschläge und des Widerstands von Teilen der Fachwelt gegen die toxischen Wirkstoffe. Mit den zuvor etablierten Behandlungsmethoden verlief ALL stets tödlich, und Behandlung mit einem einzigen Wirkstoff bewirkte keine nachhaltige Remission. Ebenso zeigte die Gruppe um Frei und Freireich, dass die Infusion von Blutplättchen gegen die durch Chemotherapie verursachten Blutungen half.
Am Dana-Farber-Institut entwickelte er gemeinsam mit Arthur Skarin und George Canellos eine Therapie für die Behandlung erwachsener Patienten mit Non-Hodgkin-Lymphom, eines der ersten Chemotherapie-Protokolle, das eine nennenswerte Heilungsrate für die Krankheit erzielte. Ebenso leistete er bedeutende Beiträge bei der Entwicklung und Etablierung von Behandlungsmethoden für Osteosarkome und Brustkrebs.
Als Leiter des Instituts führte er dieses zu weltweiter Bedeutung im Bereich der Behandlung und Erforschung von Krebserkrankungen bei Kindern und Erwachsenen. Am Ende seiner Amtszeit hatte Dana-Farber mit 900 Angehörigen sechsmal so viel Belegschaft wie bei seinem Dienstantritt.
Frei war bekannt für seine Unbeirrbarkeit und seinen Optimismus in der Forschungsarbeit; diese Eigenschaften waren entscheidend für deren Erfolg. Im Nachruf des Dana-Farber-Instituts auf Frei heißt es, die bahnbrechenden Arbeiten seines Teams zur Kombinations-Chemotherapie seien „von Dr. Freis Fähigkeit angetrieben gewesen, dort Erfolgsaussichten zu sehen, wo Andere nur Entmutigung spürten“.
Mit James F. Holland gab er das Standardwerk Cancer Medicine heraus, das bearbeitet von weiteren Autoren 2008 in 9. Auflage bei Wiley erschien.
Auch seine menschlichen Qualitäten, insbesondere im Umgang mit Patienten im Kindesalter, wurden gerühmt. So verkleidete er sich bei Kinderfesten im Krankenhaus etwa als Bibo oder auch Darth Vader.

## Ehrungen und Auszeichnungen
- 1971 bis 1972 Präsident der American Association for Cancer Research (AACR)[6]
- 1972 Albert Lasker Award for Clinical Medical Research[3]
- 1983 Kettering-Preis (gemeinsam mit Emil Freireich)[4]
- 1999 Mitglied der American Academy of Arts and Sciences[4]
- 2003 Pollin Prize for Pediatric Research des NewYork-Presbyterian Hospital[7]
- 2004 AACR Award for Lifetime Achievement in Cancer Research (Erstverleihung)[4]